# Осліплий
Осліплий (англ. Blindsided) — американський трилер 1993 року.

## Сюжет
Френк МакКенна і його напарник Лі мали передати валізу з грошима. А на зустріч принесли валізу з дрібно нарізаним папером. Гангстер, який повинен був взяти гроші, не знаючи цього, вистрілив Френку в потилицю. Дивом МакКенна залишився в живих, проте зір тимчасово втратив. Френк сховався в Мексиці, де його лікував лікар, який намагався повернути молодій людині зір. Сліпота МакКенна не стала перешкодою для дівчини Чендлер, яка дуже швидко закрутила роман з Френком. Проте дівчина зникла, як тільки зір повернувся.

## У ролях
- Джефф Фейгі — Френк Маккенна
- Міа Сара — Чандлер
- Руді Рамос — Джессі Аруна
- Джек Келер — Вако Дін
- Бред Гант — Лі
- Бен Газзара — Айра Голд
- Майкл Орнштейн — детектив Сартуччі
- Глен Еш — Дж. Віллі Голт
- Рейвен — співак
- Джон Керрі — Брайан О'Меллі
- Кріс Підерсен — Стоні
- Френк Пеше — детектив
- Джина Джексон — жінка бармен
- Хуліо Медіна — мексиканський доктор
- Стенлі Д. Петтер III — поліцейський
- Анджела Гаррі — азіатка
- Шеннон Дей — ведуча
- Грег Іглз — детектив 1
- Френк Джаспер — ковбой
- Тереза Марі Джонс — ковгьорл
- Стефані Менуез — дівчина
- Мікі Гілберт — охоронець Вако 1
- Фред Во — охоронець Вако 2